# Caeleb Dressel
Caeleb Dressel (n. 16 august 1996, Orange Park⁠(d), Florida, SUA) este un înotător american, medaliat olimpic. A participat la 2 ediții ale Jocurilor Olimpice (2016, 2020) în care a câștigat o medalie de aur.